# Elecciones en Uruguay

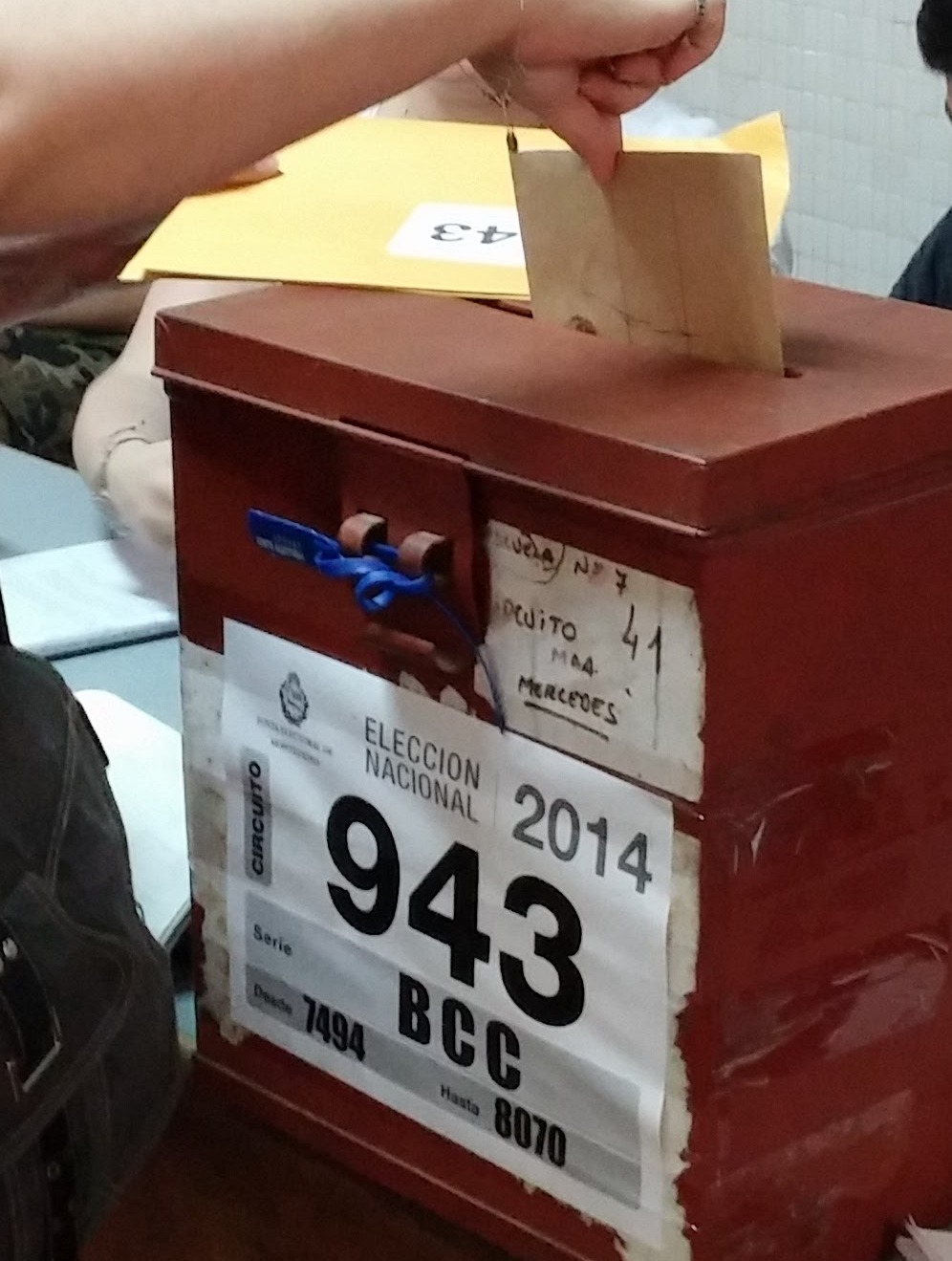
Urna receptora de votos durante las elecciones generales de 2014, el domingo 26 de octubre de 2014.

Las elecciones en Uruguay son el mecanismo para elegir democráticamente a los representantes parlamentarios y al poder ejecutivo. Estas elecciones están reguladas por un proceso electoral, que definen las características de los cargos y las candidaturas, la metodología para la emisión y conteo de los votos, y las condiciones para la emisión del voto por parte de la ciudadanía. La constitución de Uruguay, en su artículo 77, garantiza el voto secreto y obligatorio para todas las personas mayores de 18 años.
En 1925 se sanciona la ley n.º 7812 o Ley de Elecciones.Desde su sanción, el régimen electoral ha sufrido múltiples modificaciones. La constitución uruguaya de 1997 introdujo una verdadera reforma del sistema electoral previsto por la constitución de 1967. Esta reforma modificó la ley de lemas, redujo candidaturas, separó las elecciones nacionales y las departamentales, e introdujo un sistema de elecciones internas, abiertas y simultáneas para la presidencia y vicepresidencia, y los órganos deliberativos de cada partido político.
Además, desde 2010 existe la elección de Consejos Municipales (cuyo presidente se lo denomina Alcalde) para varias localidades, atento a la creación de un tercer nivel de gobierno.

## Características del sufragio
En Uruguay, el voto es secreto y obligatorio, tal como está establecido en la constitución de 1997, en su artículo 77. También es obligatoria la inscripción cívica.

### Obligatoriedad
Según la ley n.º 7812, quienes no asistan a votar y no tengan causas fundadas para su ausencia, se verán en la obligación de pagar una multa.Como causas fundadas, la ley admite las siguientes: padecer enfermedad, invalidez o imposibilidad física que impidan, el día de la elección, concurrir a votar por razones de fuerza mayor; o hallarse comprendido en una de las causales de suspensión de la ciudadanía establecidas en el artículo 80 de la Constitución.Estas causas deben ser acreditadas dentro de los 30 días siguientes al acto eleccionario, ante la Junta Electoral. 
Históricamente, la obligatoriedad del sufragio y la inscripción cívica han encontrado dificultades prácticas para su implementación. En 1971, se aprobó y aplicó una ley que estableció una serie de sanciones para las personas que no votan (prohibiciones de hacer trámites, cobros, obtener empleos públicos y otros similares). Por un prolongado lapso posterior a las elecciones nacionales de 1971, se exigía la constancia de emisión de voto para la realización de cualquier trámite ante una dependencia pública.
Para apoyar esta medida, el 13 de abril de 1989 se reglamentó todo lo concerniente a la obligatoriedad del voto, estableciendo el sistema de estampar un sello en la Credencial Cívica en el acto de emitir el voto. El ciudadano que no exhiba la Credencial Cívica con dicho sello no podrá otorgar escrituras públicas, ni cobrar sueldos, ni jubilaciones, ni pensiones, ni percibir sumas de dinero que el Estado le adeude por cualquier concepto, ni ingresar a la Administración Pública, ni inscribirse, ni rendir exámenes en la enseñanza pública, ni obtener pasajes para el exterior en ninguna empresa o compañía de transporte. 

### Secreto
La Constitución expresa también que el sufragio es secreto. Se trata de la solución de un problema discutido en la doctrina. 
Desde el punto de vista teórico, el voto público parece mejor, pues no existe razón para que el ciudadano tenga que ocultar por quien sufraga. Pero en la práctica tratándose de la elección de ciudadanos, se ha hecho necesario implantar el voto secreto como una de las máximas garantías a la libertad del sufragio. Mientras éste no se estableció, predominaban las presiones que ejercían sobre los votantes quienes tenían una relación de superioridad por alguna razón, los jefes sobre sus empleados, los patrones sobre sus obreros, etc. 

### Universal
Además del secreto, el sufragio en el régimen uruguayo es universal, habiéndose eliminado todas las posibles restricciones al ejercicio de este derecho ciudadano. 
Otra de las garantías que se establecen para el sufragio, que tiene que ver con la libre reflexión del elector, es la llamada veda propagandística. 
La Ley N.º: 16.19 de abril de 1989 dispuso que los actos de propaganda proselitista en la vía pública, o en locales abiertos al público o en medios de difusión, deberán cesar cuarenta y ocho horas antes del día de la elección, plebiscito o referéndum. 
También impide dicha ley durante los dos días anteriores difundir encuestas o consultas o cualquier tipo de manifestación o exhortación dirigida a influir en la decisión.

## Sistema de votación
En cuanto al sistema de votación, desde principios del siglo XX Uruguay aplica la antigua tecnología de depositar el sobre que contiene la hoja de votación dentro de una urna. Al finalizar la jornada comicial, los integrantes de la mesa receptora de votos proceden a realizar el escrutinio, es decir, a contar los votos, en presencia de delegados partidarios. 

## Partidos políticos
La única manera de que funcione el régimen representativo es a través de los partidos políticos, pues de esta manera, el elector vota, más que por un candidato, por un partido y por su programa de ideas, el cual luego debe ser desarrollado por el elegido.
Los partidos deberán estar inscriptos ante la Corte Electoral; si se funda un nuevo partido, el plazo de presentación es 150 días antes de la próxima elección interna.

### Elecciones internas
Lo primero que se elige por parte las elecciones internas del año en que se realizan las elecciones nacionales son las autoridades representantes de cada partido. Al respecto en el artículo 77, 12 de la Constitución de Uruguay se señala: “Los partidos políticos elegirán su candidato a la Presidencia de la República mediante elecciones internas que reglamentará la Ley sancionada por el voto de dos tercios del total de componentes de cada Cámara. Por idéntica mayoría determinará la forma de elegir el candidato de cada partido a la Vicepresidencia de la República y, mientras dicha Ley no se dicte, se estará a lo que este respecto resuelvan los órganos partidarios competentes. Esta Ley determinará además, la forma en que se suplirán las vacantes de candidatos a la Presidencia y a la Vicepresidencia que se produzcan luego de su elección y antes de la elección nacional.” De allí surgirán, por ejemplo, los comités ejecutivos nacionales, los directorios o las mesas políticas, según sea la denominación adoptada por cada partido.
Los órganos deliberativos nacionales elegidos en las elecciones internas de los partidos políticos se transforman en Colegio Elector nacional cuando ninguno de los candidatos a la Presidencia de la República obtiene la mayoría absoluta de los votos de su partido o cuando ninguno de ellos superó el 40% de los votos, ni superó en más del 10% los votos de quien resultó segundo.
Estas elecciones son secretas y no obligatorias, según disposición transitoria constitucional, Letra W. Las elecciones internas son simultáneas para todos los partidos políticos. El partido que no participe en las elecciones internas, queda inhabilitado para presentarse en las elecciones generales. Todo votante emite su voto a través de una única hoja de votación, perteneciente a un partido político. En otras palabras, solo puede participar en las elecciones internas de un solo partido.
Con respecto a los partidos políticos, la Constitución además, establece lo siguiente en el artículo 77, numeral 11): 
“El Estado velará por asegurar a los Partidos políticos la más amplia libertad. Sin perjuicio de ello, los Partidos deberán: 
1. ejercer efectivamente la democracia interna en la elección de sus autoridades;
2. dar la máxima publicidad a sus Cartas Orgánicas y Programas de Principios, en forma tal que el ciudadano pueda conocerlos ampliamente”.

## Elecciones Nacionales
La elección de los miembros de ambas Cámaras, del Poder Legislativo y del Presidente y Vicepresidente de la República, así como la de cualquier órgano para cuya constitución o integración las leyes establezcan el procedimiento de la elección por el Cuerpo Electoral a excepción de los referidos en el inciso 3.º de este numeral (Intendentes, miembros de las Juntas Locales y demás autoridades locales electivas), se realizará el último domingo del mes de octubre cada cinco años. 
Las listas de candidatos para ambas Cámaras (senadores y diputados) y para el presidente y Vicepresidente de la República deberán figurar en una hoja de votación individualizada con el lema de un partido político (art. 77, numeral 9.º).

### Poder Legislativo
El Poder Legislativo, será ejercido por la Asamblea General (art. 83).
Esta se compondrá de dos Cámaras; una de Representantes y otra de Senadores, las que actuarán separada o conjuntamente, según las distintas disposiciones de la Constitución (art. 84).

#### Cámara de Representantes
Según la Constitución uruguaya la Cámara de Representantes se compondrá de noventa y nueve miembros elegidos directamente por los ciudadanos (Constitución, art. 88), con arreglo a un sistema de representación proporcional en el que se tomen en cuenta los votos emitidos a favor de cada lema en todo el país (Ley 7912). Sin embargo, los Representantes son elegidos por circunscripciones departamentales, de acuerdo con el método D'Hondt. No podrá efectuarse acumulación por sublemas, ni por identidad de listas de candidatos. Corresponderá a cada Departamento, dos Representantes, por lo menos (Constitución, art. 88 inciso 3). La asignación de Representantes en cada Departamento se realiza de acuerdo a un complejo procedimiento que garantiza la representación proporcional de los lemas a nivel nacional así como una cantidad de Representantes por Departamento proporcional al número de votantes habilitados en el mismo, con algunas excepciones (Ley 7912).

#### Cámara de Senadores
La Cámara de Senadores se compone de treinta miembros, elegidos directamente por el pueblo, en una sola circunscripción electoral. Las bancas se adjudican de acuerdo con el método D'Hondt. Está integrada, además por el vicepresidente de la República, que tiene voz y voto y ejerce su Presidencia, y la de la Asamblea General (art. 94).

### Poder Ejecutivo
El Poder Ejecutivo será ejercido por el presidente de la República actuando con el Ministro o Ministros respectivos, o con el Consejo de Ministros.

#### Elección del Presidente y Vicepresidente de la República
Para dicha elección la Constitución establece: “El Presidente y Vicepresidente de la República serán elegidos conjunta y directamente por el Cuerpo Electoral, por mayoría absoluta de votantes. Cada partido solamente podrá presentar una candidatura a la Presidencia y a la Vicepresidencia de la República. 
Si ninguna de las candidaturas obtuviese la mayoría absoluta (50% más uno de los votos), se celebrará el último domingo del mes de noviembre del mismo año, una segunda elección entre las dos candidaturas más votadas. 
Solamente podrán ser elegidos los ciudadanos naturales en ejercicio, que tengan treinta y cinco años cumplidos de edad. Se prohíbe la reelección presidencial inmediata. 
Maurice Duverger, destacado profesor francés de Derecho Constitucional, opina lo siguiente sobre el “balotaje”: “En el escrutinio a dos vueltas, para ser elegido, es necesario obtener la mitad de los votos más uno, es decir, la mayoría absoluta; si no, se procede a una segunda vuelta, llamada “ballottage”, para la que basta alcanzar la mayoría relativa. Si hay dos grandes partidos frente a frente, basta una sola vuelta; si hay más de dos partidos, parece indispensable la segunda vuelta, a riesgo si no, de alcanzar una representación desordenada, como Gran Bretaña la experimentó entre 1918 y 1945. 
Según el expresidente argentino Raúl Alfonsín: “El balotaje sirve a dos propósitos: en primer lugar, es útil para desempatar preferencias políticas muy parejas, cuando ninguna de ellas alcanza la mayoría absoluta de los votos emitidos. En segundo lugar, permite que la ciudadanía exprese sus preferencias negativas respecto de algún candidato y que se formen amplias coaliciones, asegurando, a un grupo importante de electores, la elección del “segundo mejor”, cuando su candidato pierda en la primera vuelta.

#### Ministros de Estado
El Presidente de la República designa y cesa a los ministros de manera personal. El parlamento puede quitarle apoyo parlamentario a uno o más ministros por mayoría absoluta, en cuyo caso deben abandonar el cargo.
El Presidente de la República podrá requerir de la Asamblea General un voto de confianza expreso para el Consejo de Ministros. A tal efecto éste comparecerá ante la Asamblea General, la que se pronunciará sin debate, por el voto de la mayoría absoluta del total de sus componentes y dentro de un plazo no mayor de setenta y dos horas que correrá a partir de la recepción de la comunicación del Presidente de la República por la Asamblea General. Si esta no se reuniese dentro del plazo estipulado o, reuniéndose, no adoptase decisión, se entenderá que el voto de confianza ha sido otorgado.

## Elecciones Departamentales
La Constitución de 1918 fue la primera que reconoció la autonomía departamental; en ella se consagró la descentralización territorial y por servicios. En esta no se previó nada en cuanto a la forma de votar los cargos nacionales y los departamentales, salvo en cuanto a la exigencia de que la elección debía hacerse en la misma fecha.
La Constitución uruguaya de 1997 establece que: "La elección de los Intendentes, de los miembros de las Juntas Departamentales y de las demás autoridades locales electivas, se realizará el segundo domingo del mes de mayo del año siguiente al de las elecciones nacionales. Las listas de candidatos para los cargos departamentales deberán figurar en una hoja de votación individualizada con el lema de un partido político".
Se eliminó de esta manera la exigencia artificial de la voluntad de los ciudadanos, de modo que puedan elegir libremente el partido y los candidatos de su preferencia, tanto en lo nacional como en lo departamental. De este modo, se puede votar por un partido en lo nacional y por otro en lo departamental, si tal es lo que procede del criterio del ciudadano.
Desde 2010 se eligen, además, y en hoja de votación separada, los candidatos a los Municipios (en cada una de ellas, cinco Concejales; el más votado del lema más votado será el alcalde).

## Justicia Electoral
Para garantizar la transparencia y la justicia del acto electoral, la Constitución uruguaya dispone que habrá una Corte Electoral que tendrá las siguientes facultades, además de las que  señale la ley: 
- Conocer en todo lo relacionado con los actos y procedimientos electorales. *Ejercer la superintendencia directiva, correccional, consultiva y económica sobre los órganos electorales.
- Decidir en última instancia sobre todas las apelaciones y reclamos que se produzcan, y ser juez de las elecciones de todos los cargos electivos, de los actos de plebiscito y referéndum.

La Corte Electoral podrá anular total o parcialmente las elecciones, requiriéndose para ello el voto conforme de seis de sus miembros, de los cuales tres, por lo menos, deberán ser de los miembros elegidos por dos tercios de votos de la Asamblea General. 
En tal caso deberá convocar a una nueva elección - total o parcial – la que se efectuará el segundo domingo siguiente a la fecha de pronunciamiento de nulidad.

## Plebiscito
La Constitución uruguaya podrá ser reformada, total o parcialmente, conforme a los siguientes procedimientos: 
- Por iniciativa del diez por ciento de los ciudadanos inscriptos en el Registro Cívico Nacional, presentando un proyecto articulado que se elevará al Presidente de la Asamblea General, debiendo ser sometido a la decisión popular, en la elección más inmediata.
- Por proyectos de reforma que reúnan dos quintos del total de componentes de la Asamblea General, presentados al Presidente de la misma, los que serán sometidos al plebiscito en la primera elección que se realice.

Para que el plebiscito sea afirmativo en los dos casos anteriores, se requerirá que vote por "SI" la mayoría absoluta de los ciudadanos que concurran a los comicios, la que debe representar por lo menos, el treinta y cinco por ciento del total de inscriptos en el Registro Cívico Nacional. 
Los Senadores, los Representantes y el Poder Ejecutivo podrán presentar proyectos de reforma que deberán ser aprobados por mayoría absoluta del total de los componentes de la Asamblea General. El proyecto que fuere desechado no podrá reiterarse hasta el siguiente período legislativo, debiendo observar las mismas formalidades.
Aprobada la iniciativa y promulgada por el presidente de la Asamblea General, el Poder Ejecutivo convocará, dentro de los noventa días siguientes, a elecciones de una Convención Nacional Constituyente que deliberará y resolverá sobre las iniciativas aprobadas para la reforma, así como sobre las demás que puedan presentarse ante la Convención.
El número de convencionales será doble del de Legisladores. Conjuntamente se elegirán suplentes en número doble al de convencionales. Las condiciones de elegibilidad, inmunidades e incompatibilidades, serán las que rijan para los Representantes.
Su elección por listas departamentales, se regirá por el sistema de la representación proporcional integral y conforme a las leyes vigentes para la elección de Representantes. La Convención se reunirá dentro del plazo de un año, contado desde la fecha en que se haya promulgado la iniciativa de reforma.
Las resoluciones de la Convención deberán tomarse por mayoría absoluta del número total de convencionales, debiendo terminar sus tareas dentro del año, contado desde la fecha de su instalación. 
Al proyecto o proyectos redactados por la Convención serán comunicados al Poder Ejecutivo para su inmediata y profusa publicación.
El proyecto o proyectos redactados por la Convención deberán ser ratificados por el Cuerpo Electoral, convocado al efecto por el Poder Ejecutivo, en la fecha que indicará la Convención Nacional Constituyente.
Los votantes se expresarán por "Sí" o por "No" y si fueran varios los textos de enmienda, se pronunciarán por separado sobre cada uno de ellos. 
A tal efecto, la Convención Constituyente agrupará las reformas que por su naturaleza exijan pronunciamiento de conjunto. Un tercio de miembros de la Convención podrá exigir el pronunciamiento por separado de uno o varios textos. La reforma o reformas deberán ser aprobadas por mayoría de sufragios, que no será inferior al treinta y cinco por ciento de los ciudadanos inscriptos en el Registro Cívico Nacional.
En el primer y segundo caso solo se someterán a la ratificación plebiscitaria simultánea a las más próximas elecciones, los proyectos que hubieran sido presentados con seis meses de anticipación -por lo menos- a la fecha de aquellas, o con tres meses para las fórmulas sustitutivas que aprobare la Asamblea General en el primero de dichos casos. Los presentados después de tales términos, se someterán al plebiscito conjuntamente con las elecciones subsiguientes.
La Constitución podrá ser reformada, también, por leyes constitucionales que requerirán para su sanción, los dos tercios del total de componentes de cada una de las Cámaras dentro de una misma Legislatura. 
Las leyes constitucionales no podrán ser vetadas por el Poder Ejecutivo y entrarán en vigencia luego que el electorado convocado especialmente en la fecha que la misma ley determine, exprese su conformidad por mayoría absoluta de los votos emitidos y serán promulgadas por el presidente de la Asamblea General.
Si la convocatoria del Cuerpo Electoral para la ratificación de las enmiendas, coincidiera con alguna elección de integrantes de órganos del Estado, los ciudadanos deberán expresar su voluntad sobre las reformas constitucionales, en documento separado y con independencia de las listas de elección. 
Cuando las reformas se refieran a la elección de cargos electivos, al ser sometidas al plebiscito, simultáneamente se votará para esos cargos por el sistema propuesto y por el anterior, teniendo fuerza imperativa la decisión plebiscitaria.

## Referéndum

### Recursos contra las leyes
El 25% del total de inscriptos habilitados para votar, podrá interponer, dentro del año de su promulgación, el recurso de referéndum contra las leyes y ejercer el derecho de iniciativa ante el Poder Legislativo. Estos institutos no son aplicables con respecto a las leyes que establezcan tributos. Tampoco caben en los casos en que la iniciativa sea privativa del Poder Ejecutivo.
Uno de los casos más conocidos de referendos contra las leyes en Uruguay, se dio respecto a la ley 15.848 de la Caducidad de la Pretensión Punitiva de Estado. Como la ciudadanía confirmó la vigencia de una ley que muchos consideraron inconstitucional, se sentó un precedente muy notorio acerca de la enorme fuerza que puede llegar a tener un plebiscito a la hora de "hacer política".

### Recurso contra decretos departamentales
La ley, por mayoría absoluta de votos del total de componentes de cada Cámara, reglamentará el referéndum como recurso contra los decretos de las Juntas Departamentales. También podrá la ley, por mayoría absoluta de votos del total de componentes de cada Cámara, instituir y reglamentar la iniciativa popular en materia de Gobierno Departamental.

## Calendario electoral
De acuerdo con la Constitución de 1997, cada cinco años se repite un ciclo electoral, con una sucesión de actos comiciales.
A modo ilustrativo, se indican las fechas de los próximos comicios en el ciclo 2024-2025:
- Elecciones internas en el mes de junio (la última fue el 30 de junio de 2024): todos los partidos deben presentar sus precandidatos a la consideración de la ciudadanía. La votación en esta instancia es voluntaria. A partir de este acto electoral, de manera directa o indirecta, son investidos los candidatos únicos de cada partido a la Presidencia de la República.
- Primera vuelta de elecciones nacionales el último domingo de octubre (la ocasión más reciente fue el 27 de octubre de 2024): se celebran las elecciones nacionales, con voto obligatorio. En las mismas se someten a consideración de la ciudadanía las candidaturas a la Presidencia y Vicepresidencia. Además, se eligen la totalidad de los senadores y diputados. Cuando ninguna fórmula presidencial logra la mayoría absoluta, hay otra instancia electoral:
- Balotaje el último domingo de noviembre (la oportunidad más reciente fue el 24 de noviembre de 2024): se trata de una segunda vuelta electoral entre los dos candidatos presidenciales más votados.
- Elecciones departamentales y municipales el segundo domingo de mayo (la ocasión más reciente fue el 12 de mayo de 2025): se celebran las elecciones de Intendentes Departamentales, Juntas Departamentales, Alcaldes y Concejales.

## Reforma
A partir de la reforma de la constitución en 1997, se cambió el antiguo sistema electoral. El nuevo sistema implica:
1. la candidatura única a la Presidencia de la República en cada partido (la antigua ley de lemas, en cambio, permitía varias candidaturas simultáneas);
2. la reducción de candidatos para las Intendencias Departamentales, un máximo de tres por partido por departamento;
3. la eliminación de diferencias entre lemas permanentes y accidentales (antes, un lema accidental solo podía presentar una lista de candidatos);
4. la separación en el tiempo de las elecciones nacionales y las departamentales (con anterioridad, ambas elecciones tenían lugar el mismo día, y era obligatorio sufragar al mismo lema); y
5. las elecciones internas abiertas y simultáneas de los candidatos a la Presidencia,  Vicepresidencia de la República, así como de los órganos deliberativos de cada partido político.